# Ледвинка, Франц
Франц Ледвинка (нем. Franz Ledwinka; 27 мая 1883, Вена — 21 мая 1972, Зальцбург) — австрийский композитор, пианист и музыкальный педагог.
В 1897–1901 гг. учился в Венской академии музыки. В 1907—1949 гг. преподавал фортепиано в Моцартеуме и был, в частности, первым наставником Герберта фон Караяна. Также среди его учеников был Отмар Суитнер. В 1913—1917 гг. возглавлял консерваторию, а также руководил её оркестром.
Творческое наследие Ледвинки включает около 200 сочинений: оркестровую, камерную, театральную, церковную музыку, а также около 150 песен.